# Hohe Schule (Reitkunst)
Hohe Schule ist Dressurreiten im höchsten Schwierigkeitsgrad. Das Gegenstück zur Hohen Schule im Reiten ist die Campagneschule, die Ausbildung für die Gebrauchsreiterei.

## Klassische Reitkunst
Die Reitkunst  befasst sich mit der Dressur-Ausbildung von Reitpferden nach klassischen Grundsätzen. Sie betrachtet das Pferd als Kunstwerk und das Reiten als Kunst. Sie umfasst auch die Präsentation des Pferdes an der Hand.

## Lektionen
Die Hohe Schule umfasst die Grundgangarten, kennt aber aufgrund der verwendeten Barockpferden keine Gangverstärkungen. Die Lektionen dienen der korrekten Ausbildung und Gymnastizierung des Pferdes. Sie werden eingeteilt in Schulen auf der Erde, zu denen die Seitengänge gehören und in Schule über der Erde, zu denen die Schulsprünge und die Erhebungen, beispielsweise das Terre-à-terre, zählen. Die Fachliteratur und die einzelnen Lehrstätten der klassischen Reitkunst bezeichnen die Lektionen teilweise unterschiedlich. Bekannte Reitschulen sind: Spanische Hofreitschule, Königlich-Andalusische Reitschule, Escola Portuguesa de Arte Equestre und der Cadre Noir. 
Manche Lektionen der Hohen Schule, wie Piaffe, Passage, Pirouette und Galoppwechsel von Sprung zu Sprung (Einerwechsel) sind wesentliche Bestandteile des internationalen Dressursports.

### Spanische Hofreitschule
Schule auf der Erde
- Galopppirouette
- Galoppwechsel von Sprung zu Sprung (gilt an der Spanischen Hofreitschule nicht als klassische Lektion, wird aber gezeigt)
- Passade
- Passage
- Piaffe

Schule über der Erde
- Levade und Pesade
- Mezair
- Courbette
- Kapriole, Croupade und Ballotade[3]

### Königlich-Andalusische Reitschule
Schule über der Erde
- Courbette
- Kapriole
- Levade und Pesade

### Cadre Noir
Schule über der Erde
- Courbette
- Kapriole und Croupade

### Escola Portuguesa de Arte Equestre
Schule über der Erde
- Courbette
- Kapriole und  Ballotade
- Levade und Pesade

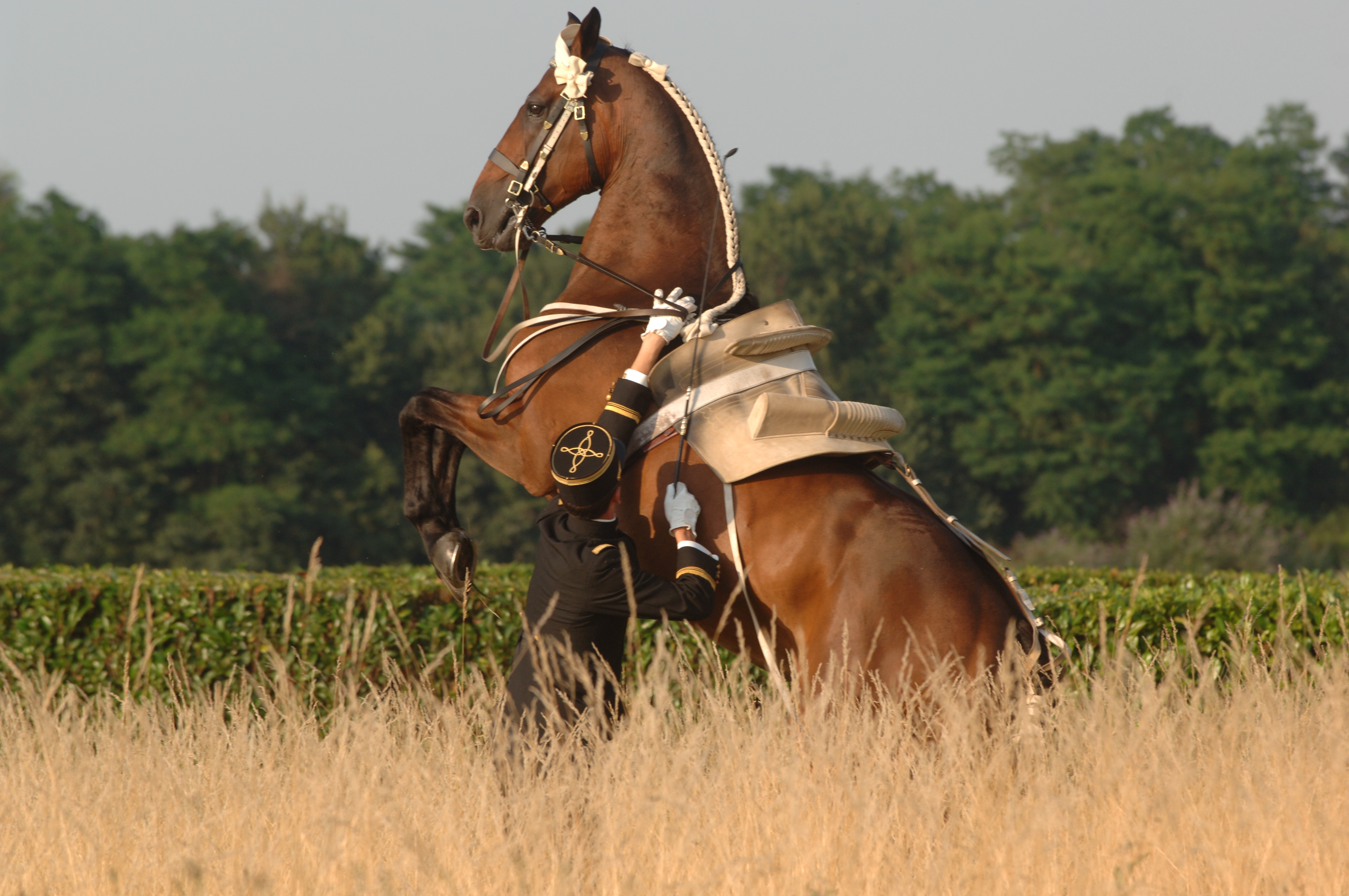
Courbette (Cadre Noir).
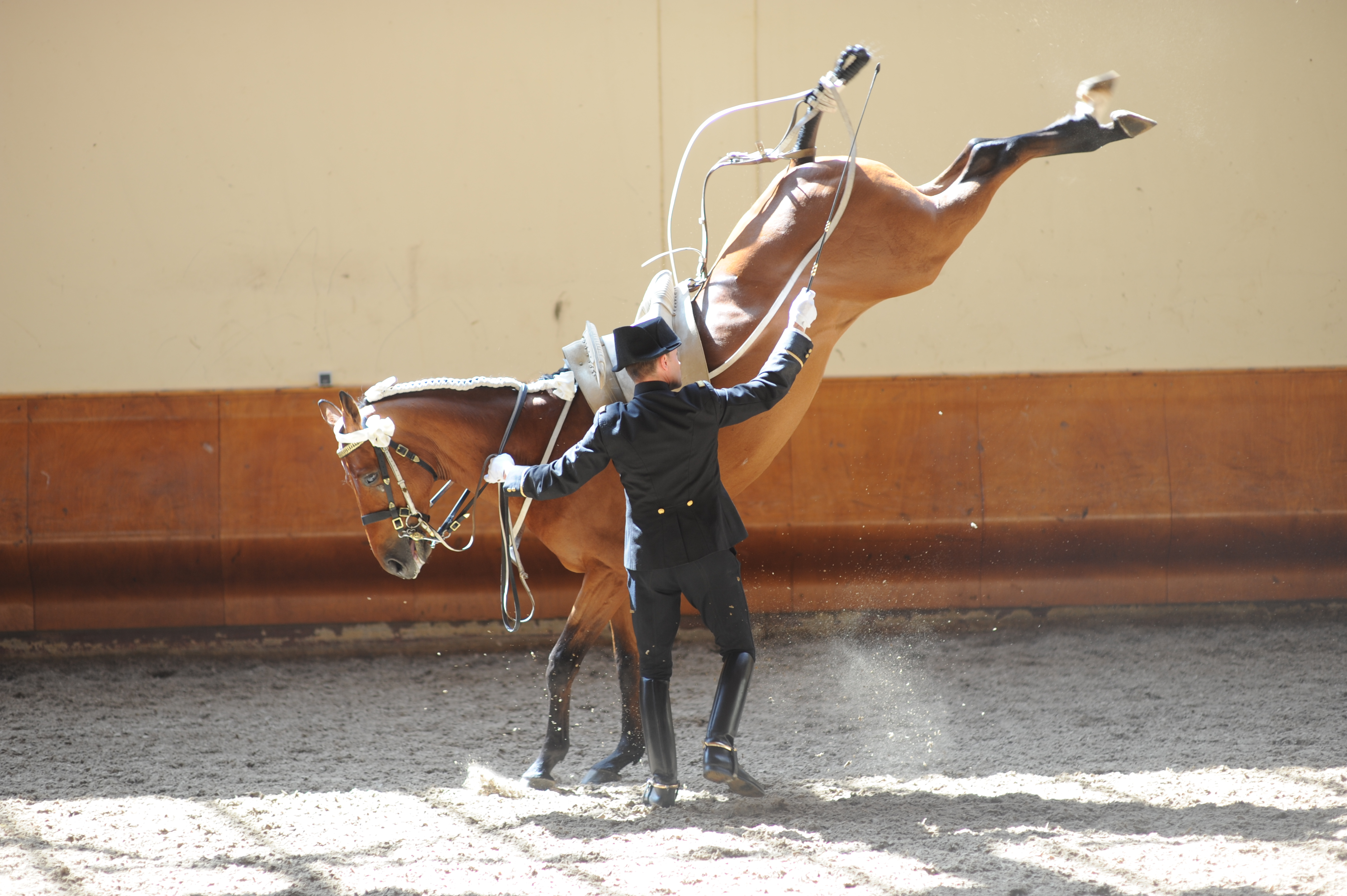
Croupade (Cadre Noir).
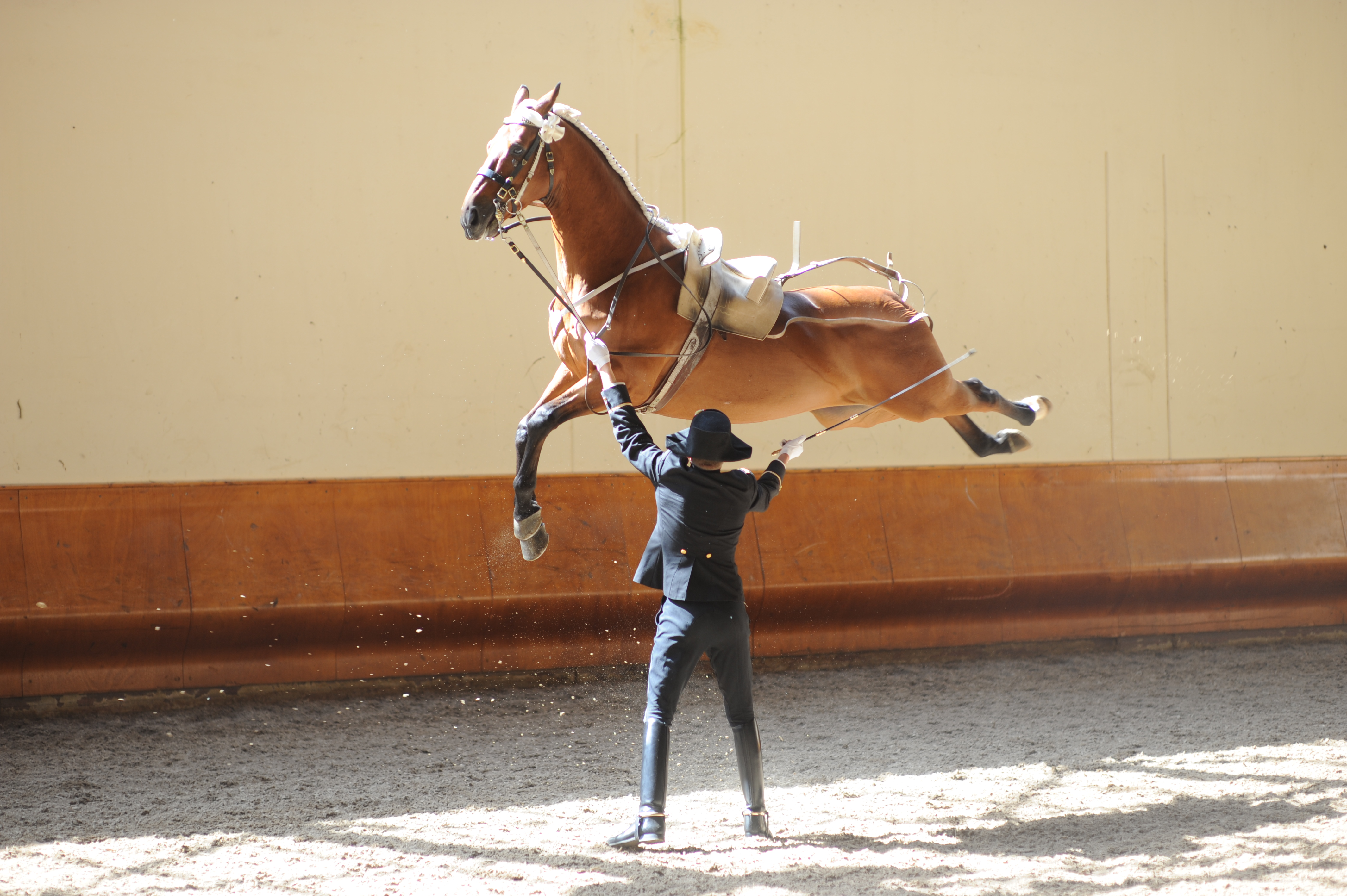
Kapriole (Cadre Noir).